# Centronyx
Centronyx is een geslacht van vogels uit de familie van de  Amerikaanse gorzen). Het geslacht telt 2 soorten.

## Soorten
- Centronyx bairdii  – Bairds gors
- Centronyx henslowii  – Henslows gors